# Therefore I Am
«Therefore I Am» (с англ. — «Следовательно я существую») — песня американской певицы Билли Айлиш, вышедшая 12 ноября 2020 года на лейблах Darkroom и Interscope Records, как второй сингл из второго студийного альбома Happier Than Ever. Айлиш и её брат Финнеас О’Коннелл написали её в соавторстве, в то время как последний занимался продюсированием.

## Предыстория
14 сентября 2020 года во время прямой трансляции в Instagram Айлиш сообщила, что выпустит новую песню и музыкальное видео. 9 ноября 2020 года Айлиш объявила в социальных сетях, что «Therefore I Am» выйдет 12 ноября 2020 года, одновременно представив обложку, на которой изображена разбиваемая на куски фарфоровая голова.

## Музыка
«Therefore I Am» сочетает такие стили как поп, dark pop и хип-хоп. Музыкальные критики отметили, что в песне использована минималистский подакшн, состоящий из бас-гитары, бас-барабана и вокального исполнения. Кроме того, в треке есть braggadocios-рэп-куплеты и использование синтезатора, повторяющегося на всём протяжении всего хука.
Название и соответствующая лирика являются отсылкой к философскому утверждению «Cogito, ergo sum» (с лат. — «Я мыслю, следовательно, я существую», впервые сказанному в 1637 году философом Рене Декартом.

## Отзывы
Гленн Роули из Billboard отмечает, что в песне есть «фирменные пульсирующие биты Айлиш» и «шепчущий вокал». Томас Смит из NME отметил в «пятизвездочном» обзоре: «Билли сочетает критическую философию с ударом по ненавистникам в своем захватывающем новом сингле, восхитительно пикантной истории, которая, без сомнения, заставит фанатов расшифровать каждую строчку». Рэйчел Дауд из Alternative Press комментирует, что песня «показывает еще одну сторону [Айлиш], которую, возможно, никогда раньше не видели». В статье для Elite Daily Брендан Ветмор и Брэнди Робиду рассматривали «Therefore I Am» как «bop» и написали: «[Айлиш] готова наброситься на 2020 год, как суперзвезда; это мир Айлиш, и мы просто живем в нём».
Джош Джонсон из Good Morning America назвал эту песню продолжением хита Айлиш номер один «Bad Guy». Майк Васс из Idolator расценил эту песню как «дерзкую феерию» и сказал, что это «её самая запоминающаяся и самая коммерческая песня со времен „Bad Guy“». Стеффани Ван из Nylon процитировала эту песню «мрачно звучащим хитом», который «избавляет от серьёзности своих последних нескольких релизов». Алекса Кэмп из Slant Magazine считает, что песня является «резким контрастом» по сравнению с двумя ранее выпущенными синглами «No Time to Die» и «My Future». Джордан Робледо из Gay Times похвалил «мрачный» звук песни с «гипнотизирующим» вокалом и «непримиримым» текстом. В своём обзоре для The New York Times Джон Паралес рассказал, что «Therefore I Am» стал «относительно незначительным дополнением к каталогу [Айлиш]».

### Итоговые списки
| Публикация           | Список                     | Ранг | ссылка |
| -------------------- | -------------------------- | ---- | ------ |
| Billboard            | 100 лучших песен 2020 года | 14   | [ 23 ] |
| Consequence of Sound | 50 песен 2020 года         | 24   | [ 24 ] |
| Insider              | 30 лучших песен 2020 года  | 17   | [ 25 ] |
| NME                  | 50 лучших песен 2020 года  | 18   | [ 26 ] |
| Uproxx               | Лучшие песни 2020 года     | 50   | [ 27 ] |

## Награды и номинации
| Год  | Организации                   | Награда                          | Результаь | Ссылка |
| ---- | ----------------------------- | -------------------------------- | --------- | ------ |
| 2021 | MTV Video Music Awards        | Best Pop                         | Номинация | [ 28 ] |
| 2021 | MTV Video Music Awards        | Best Cinematography              | Номинация | [ 28 ] |
| 2021 | International Pop Poll Awards | Top Ten International Gold Songs | Номинация | [ 29 ] |
| 2022 | ASCAP Pop Music Awards        | Winning Song                     | Победа    | [ 30 ] |

## Музыкальное видео
Музыкальный клип на песню «Therefore I Am» был показан на канале Айлиш на YouTube 12 ноября 2020 года и был размещен на рекламном щите Viacom Times Square. Режиссёром видео была исключительно сама Айлиш. Видео было снято в торговом центре Glendale Galleria в Калифорнии, куда она часто ходила, когда была подростком.
Патрик Хоскен из MTV отметил, что видео передает чувство «отчужденности» и «изоляции». Он упоминает, что Айлиш «неявно преследовали закрытые двери магазинов и жуткая пустота». И продолжил, сказав, что видео вызывало воспоминания о «Постапокалиптическом мёртвом пригороде».
Джордан Дарвилл из The Fader сравнил визуализацию с видеоклипом Fatboy Slim «Weapon of Choice» (в котором танцевал и летал актёр Кристофер Уокен), но сказал, что в нём «меньше танцев и больше картошки фри».

## Концертные выступления
Айлиш дебютировала с этой песней 22 ноября 2020 года на American Music Awards of 2020.

## Чарты
| Чарт (2020)                                  | Высшая позиция |
| -------------------------------------------- | -------------- |
| Австралия (ARIA)                             | 3              |
| Австрия (Ö3 Austria Top 40)                  | 2              |
| Бельгия/Фландрия (Ultratop 50)               | 10             |
| Бельгия/Валлония (Ultratop 50)               | 14             |
| Канада (Billboard Canadian Hot 100)          | 2              |
| Канада (Billboard CHR/Top 40)                | 8              |
| Канада (Billboard Hot AC)                    | 26             |
| Канада (Billboard Rock)                      | 37             |
| СНГ (TopHit Airplay)                         | 24             |
| Чехия (Rádio — Top 100)                      | 10             |
| Чехия (Singles Digitál Top 100)              | 3              |
| Дания (Tracklisten)                          | 3              |
| Финляндия (Suomen virallinen lista)          | 2              |
| Франция (SNEP)                               | 34             |
| Германия (GfK)                               | 5              |
| Греция (IFPI)                                | 1              |
| Мир (Global 200 Billboard)                   | 2              |
| Венгрия (Single Top 40)                      | 2              |
| Венгрия (Stream Top 40)                      | 1              |
| Ирландия (IRMA)                              | 1              |
| Италия (FIMI)                                | 15             |
| Япония (Billboard Japan Hot 100)             | 75             |
| Нидерланды (Dutch Top 40)                    | 19             |
| Нидерланды (Single Top 100)                  | 11             |
| Новая Зеландия (Recorded Music NZ)           | 1              |
| Норвегия (VG-lista)                          | 2              |
| Польша (Polish Airplay Top 100)              | 36             |
| Португалия (AFP)                             | 5              |
| Россия (TopHit)                              | 19             |
| Шотландия (OCC Scotland)                     | 53             |
| Словакия (Rádio — Top 100)                   | 40             |
| Словакия (Singles Digitál Top 100)           | 1              |
| Швеция (Sverigetopplistan)                   | 4              |
| Швейцария (Schweizer Hitparade)              | 2              |
| Великобритания (OCC UK Singles)              | 2              |
| США (Billboard Hot 100)                      | 2              |
| США (Billboard Adult Contemporary)           | 18             |
| США (Billboard Adult Pop Airplay)            | 5              |
| США (Billboard Pop Airplay)                  | 1              |
| США (Billboard Hot Rock & Alternative Songs) | 2              |
| США (Rolling Stone Top 100)                  | 1              |

## Сертификации
| Регион | Сертификация  | Продажи   |
| --- | ------------- | --------- |
| Австралия (ARIA) | 2× Платиновый | 140 000   |
| Австрия (IFPI Austria) | Золотой       | 15 000    |
| Бельгия (BEA) | Золотой       | 20 000    |
| Канада (Music Canada) | 2× Платиновый | 160 000   |
| Дания (IFPI Danmark) | Золотой       | 45 000    |
| Франция (SNEP) | Золотой       | 100 000   |
| Германия (BVMI) | Золотой       | 200 000   |
| Италия (FIMI) | Платиновый    | 70 000    |
| Мексика (AMPROFON) | 4× Платиновый | 560 000   |
| Новая Зеландия (RMNZ) | Золотой       | 15 000    |
| Польша (ZPAV) | 2× Платиновый | 100 000   |
| Португалия (AFP) | Платиновый    | 10 000    |
| Испания (PROMUSICAE) | Золотой       | 30 000    |
| Великобритания (BPI) | Платиновый    | 600 000   |
| Стриминг |               |           |
| Греция (IFPI Greece) | Золотой       | 1 000 000 |
| Данные о продажах + прослушиваниях приведены только на основе сертификации. · Данные только о прослушиваниях приведены на основе сертификации. |               |           |

## История релиза
| Страна         | Дата           | Формат                        | Лейбл               | Источники |
| -------------- | -------------- | ----------------------------- | ------------------- | --------- |
| Разные         | 12 ноября 2020 | Цифровая дистрибуция стриминг | Darkroom Interscope | [ 6 ]     |
| Италия         | 13 ноября 2020 | Contemporary hit radio        | Universal           | [ 98 ]    |
| Великобритания | 13 ноября 2020 | Contemporary hit radio        | Darkroom Interscope | [ 99 ]    |
| США            | 17 ноября 2020 | Contemporary hit radio        | Darkroom Interscope | [ 100 ]   |
| США            | 17 ноября 2020 | Alternative radio             | Darkroom Interscope | [ 101 ]   |